# Aphthona russica
Aphthona russica is een keversoort uit de familie bladkevers (Chrysomelidae). De wetenschappelijke naam van de soort werd in 2001 gepubliceerd door Konstantinov, Volkovitsh & Cristofaro.